# Olga Viluhina
Olga Viluhina (n. 22 martie 1988, Solnecinîi⁠(d), RSFS Rusă, URSS) este o biatlonistă ce a reprezentat Rusia, medaliată olimpică. A participat la o ediție a Jocurilor Olimpice (2014) în care a câștigat o medalie de argint.